# Arthur Lenhoff
Arthur Lenhoff (geboren am 25. Oktober 1885 in Teplitz, Österreich-Ungarn als Arthur Löwy; gestorben am 20. Juni 1965 in New York City) war ein österreichisch-amerikanischer Rechtswissenschaftler, Universitätsprofessor und Verfassungsrichter. Lenhoff war von 1927 bis 1938 außerordentlicher Universitätsprofessor für österreichisches bürgerliches Recht an der Universität Wien, von 1930 bis 1933 Mitglied des österreichischen Verfassungsgerichtshofs sowie ab 1939 als Emigrant Professor an der US-amerikanischen University at Buffalo. Er gilt als einer der ersten Juristen seiner Zeit, die das Arbeitsrecht als eigenständiges Rechtsgebiet aufgefasst und gelehrt haben.

## Werdegang
Arthur Lenhoff wurde am 25. Oktober 1885 als Arthur Löwy in der böhmischen Stadt Teplitz geboren und absolvierte dort auch die Schule. Im Jahr 1903 legte er die Reifeprüfung ab und begann nachfolgend das Studium der Rechtswissenschaften an der Universität Wien. Fünf Jahre später, im Jahr 1908, promovierte Lenhoff ebendort zum Doktor der Rechte und wandte sich anschließend der Ausbildung zum Rechtsanwalt zu. 1912 bestand er die Advokatenprüfung und wurde danach 1915 in die Advokatenliste in Wien aufgenommen. Im Herbst 1915 suchte Lenhoff um Zulassung zur Habilitation beim Wiener Professorenkollegium an. Er legte in der Folge seine Habilitationsschrift zum Thema „Das Recht des dauernd Angestellten. Eine Abhandlung über den Arbeitsvertrag mit Zeitbestimmung“ vor und absolvierte im Juli 1916 das Kolloquium sowie einen Probevortrag zum Thema „Die erblose Verlassenschaft“. Die venia legendi wurde ihm schließlich für österreichisches Bürgerliches Recht verliehen.
Im Dezember 1916 ersuchte Arthur Lenhoff in der Folge um Versetzung vom Gericht des Militärkommandos Innsbruck, wo er zwischenzeitlich kriegsbedingt tätig geworden war, an ein Wiener Militärgericht, um seine Vorlesungen halten zu können. Im Jahr 1927 wurde er zum außerordentlichen Universitätsprofessor ernannt, wobei er sich in Forschung und Lehre insbesondere auf das bis dahin nicht als eigenständiges Rechtsgebiet angesehene österreichische Arbeitsrecht konzentrierte. Nach der sogenannten „Entpolitisierung“ des Verfassungsgerichtshofs im Jahr 1930 wurde Arthur Lenhoff vom Bundesrat als Mitglied des Verfassungsgerichtshofs vorgeschlagen. Er blieb Mitglied des VfGH bis zu dessen „Ausschaltung“ durch die Regierung im Jahr 1933. Während der Zeit des autoritären Ständestaats war Lenhoff mehrfach als Rechtsanwalt strafrechtlich belangter Sozialisten, genauso aber auch in regierungsnahen Kommissionen tätig.
Als es im März 1938 zum Anschluss Österreichs an das nationalsozialistische Deutsche Reich kam, befand sich Arthur Lenhoff zufällig gerade auf einer Vortragsreise in der Schweiz. Er kehrte in der Folge nicht nach Österreich, wo ihm als ehemals exponiertem jüdischem Mitglied des Verfassungsgerichtshofs die Verfolgung durch die Nationalsozialisten gedroht hätte, zurück. Stattdessen versuchte zunächst mit seiner Familie nach Großbritannien zu emigrieren und machte sich nach dem Misslingen dieses Vorhabens auf den Weg in die Vereinigten Staaten. Dort angekommen verhalf ihm Felix Frankfurter, dessen Eltern ebenfalls jüdische Emigranten aus Österreich-Ungarn gewesen waren, an der University at Buffalo in Buffalo im Bundesstaat New York Fuß zu fassen. Am 8. April 1938 wurde er in Wien seines Amtes als außerordentlicher Professor enthoben und mit 22. April 1938 widerriefen die Nationalsozialisten seine Lehrbefugnis an der Universität Wien in seiner Abwesenheit.
Lenhoff konnte im Frühjahr 1939 dank eines besonderen Beschäftigungsverhältnisses an der dortigen Universität parallel das amerikanische Common Law studieren und einige kleinere arbeitsrechtliche Seminare halten. 1943 erhielt er zunächst einen Dreijahresvertrag, der schließlich in einem unbefristeten Anstellungsverhältnis und 1955 in einer Professur als „Distinguished Professor of Law“ an der Law School der University at Buffalo mündete. Zwei Jahre später, im Jahr 1945, wurde er auch in die New Yorker Anwaltskammer aufgenommen. Arthur Lenhoff entwickelte nach dem Zweiten Weltkrieg eine rege Publikationstätigkeit sowohl auf Englisch als auch auf Deutsch zu arbeitsrechtlichen Thematiken, die er bis zu seinem Tod im Jahr 1965 fortsetzte.
Lenhoff war mit Clara Gruber verheiratet, die Tochter Maria L. Marcus wurde in New York Rechtsprofessorin an der Fordham University. 